# Montignargues
Montignargues este o comună în departamentul Gard din sudul Franței. În 2009 avea o populație de 616 de locuitori.

## Evoluția populației
| An        | 1975 | 1982 | 1990 | 1999 | 2006 | 2009 |
| --------- | ---- | ---- | ---- | ---- | ---- | ---- |
| Populație | 98   | 180  | 205  | 348  | 554  | 616  |